# World Women’s Snooker Tour 2022/2023
World Women’s Snooker Tour 2022/2023 – seria turniejów snookerowych kobiet, organizowanych przez World Women’s Snooker, rozgrywanych między 30 lipca 2022 a 14 maja 2023.
Dwie zawodniczki otrzymały karty uprawniające do gry w zawodowym World Snooker Tour na sezony 2023/24 i 2024/25:
- Baipat Siripaporn – mistrzyni świata 2023
- Reanne Evans – najwyżej sklasyfikowana w rankingu[1]

## Kalendarz
Kalendarz zawodów:
| Daty       | Daty       | Gospodarz         | Turniej                           | Miejsce                                | Miasto   | Zwyciężczyni                                | Finalistka                             | Wynik | Przypisy      |
| ---------- | ---------- | ----------------- | --------------------------------- | -------------------------------------- | -------- | ------------------------------------------- | -------------------------------------- | ----- | ------------- |
| 2022-07-30 | 2022-07-31 | Anglia            | UK Women’s Championship           | Northern Snooker Centre                | Leeds    | Reanne Evans                                | Ng On Yee                              | 4-3   | [ 3 ] [ 4 ]   |
| 2022-08-26 | 2022-08-28 | Stany Zjednoczone | US Women’s Open                   | OX Billiards                           | Seattle  | Jamie Hunter                                | Rebecca Kenna                          | 4-1   | [ 5 ] [ 6 ]   |
| 2022-10-01 | 2022-10-04 | Australia         | Australian Women’s Open           | Mt Pritchard & District Community Club | Sydney   | Jamie Hunter                                | Jessica Woods                          | 4-3   | [ 7 ] [ 8 ]   |
| 2022-10-01 | 2022-10-04 | Szkocja           | Scottish Women’s Open             | The Q Club                             | Glasgow  | Reanne Evans                                | Mink Nutcharut                         | 4-2   | [ 9 ] [ 10 ]  |
| 2022-11-26 | 2022-11-27 | Anglia            | Women’s Masters                   | Frames Sports Bar                      | Coulsdon | Mink Nutcharut                              | Ng On Yee                              | 4-0   | [ 11 ] [ 12 ] |
| 2023-01-20 | 2023-01-22 | Belgia            | Belgian Women’s Open              | The Trickshot                          | Brugia   | Mink Nutcharut                              | Wendy Jans                             | 4-1   | [ 13 ] [ 14 ] |
| 2023-01-31 | 2023-02-01 | Australia         | Asia-Pacific Women’s Championship | Mt Pritchard & District Community Club | Sydney   | Ploychompoo Laokiatphong                    | Baipat Siripaporn                      | 4-1   | [ 15 ] [ 16 ] |
| 2023-02-25 | 2023-02-27 | Tajlandia         | Women’s World Cup (drużynowe)     | Hi-End Snooker Club                    | Bangkok  | Indie 1 · Amee Kamani, Anupama Ramachandran | Anglia 1 · Reanne Evans, Rebecca Kenna | 4-3   | [ 17 ]        |
| 2023-02-28 | 2023-03-04 | Tajlandia         | Mistrzostwa świata                | Hi-End Snooker Club                    | Bangkok  | Baipat Siripaporn                           | Bai Yulu                               | 6-3   | [ 18 ] [ 19 ] |
| 2023-05-12 | 2023-05-14 | Anglia            | British Women’s Open              | Landywood Snooker Club                 | Walsall  | Bai Yulu                                    | Reanne Evans                           | 4-3   | [ 20 ] [ 21 ] |

## Klasyfikacja na koniec sezonu
30 najwyżej sklasyfikowanych zawodniczek po zakończeniu sezonu:
| Pozycja | Zawodniczka              | Punkty |
| ------- | ------------------------ | ------ |
| 1.      | Mink Nutcharut           | 58 125 |
| 2.      | Reanne Evans             | 55 000 |
| 3.      | Ng On Yee                | 53 250 |
| 4.      | Rebecca Kenna            | 45 625 |
| 5.      | Jamie Hunter             | 41 063 |
| 6.      | Emma Parker              | 28 775 |
| 7.      | Ploychompoo Laokiatphong | 27 000 |
| 8.      | Mary Talbot-Deegan       | 25 100 |
| 9.      | Baipat Siripaporn        | 24 100 |
| 10.     | Stephanie Daughtery      | 20 125 |
| 11.     | Diana Schuler            | 20 125 |
| 12.     | Maria Catalano           | 19 875 |
| 13.     | Tessa Davidson           | 19 250 |
| 14.     | Laura Evans              | 15 475 |
| 15.     | Wendy Jans               | 14 750 |
| 16.     | Zoe Killington           | 14 500 |
| 17.     | Jasmine Bolsover         | 13 800 |
| 18.     | Ho Yee Ki                | 13 375 |
| 19.     | Suzie Terry              | 11 875 |
| 20.     | Connie Stephens          | 11 450 |
| 21.     | Aimee Benn               | 10 375 |
| 22.     | Chucky Preston           | 10 350 |
| 23.     | Kate Le Gallez           | 10 225 |
| 24.     | Lilly Meldrum            | 10 100 |
| 25.     | Dalia Alska              | 9 175  |
| 26.     | Harriet Haynes           | 9 150  |
| 27.     | Ip Wan In Jaique         | 9 125  |
| 28.     | Miina Tani               | 9 125  |
| 29.     | Jessica Woods            | 8 875  |
| 30.     | Jenny Poulter            | 8 800  |